# Gemma Frisius (månekrater)
Gemma Frisius er et nedslagskrater på Månen. Det befinder sig i det forrevne højland på den sydlige halvkugle på Månens forside og er opkaldt efter den hollandske læge Reinier Jemma (1508 – 1555).
Navnet blev officielt tildelt af den Internationale Astronomiske Union (IAU) i 1935. 

## Omgivelser
Gemma Frisiuskrateret ligger nord for Maurolycusbassinet og sydøst for det mindre Poissonkrater. Krateret Goodacre er forbundet med den nordøstlige rand.

## Karakteristika
Kraterets ydre væg er blevet stærkt beskadiget af nedslag, især langs de nordlige og vestlige sider. De mindre satellitkratere D, G og H er forbundet med dette beskadigede ydre. Som nogle iagttagere har bemærket, giver dette krateret en vis lighed med et aftryk af en pote, hvor disse kratere danner tre af tæerne og Goodacrekrateret den fjerde.
Også den sydøstlige kraterrand er nedslidt, og den indre væg er skredet ned og dækker næsten en tredjedel af kraterbunden. Resten af denne er forholdsvis jævn og dyb, og der er en central top, som er forskudt mod nordvest i forhold til kraterets midte.

## Satellitkratere
De kratere, som kaldes satellitter, er små kratere beliggende i eller nær hovedkrateret. Deres dannelse er sædvanligvis sket uafhængigt af dette, men de får samme navn som hovedkrateret med tilføjelse af et stort bogstav. På kort over Månen er det en konvention at identificere dem ved at placere dette bogstav på den side af satellitkraterets midte, som ligger nærmest hovedkrateret. Gemma Frisiuskrateret har følgende satellitkratere:
| Gemma Frisius | Længde  | Bredde  | Diameter |
| ------------- | ------- | ------- | -------- |
| A             | 35,8° S | 15,2° Ø | 68 km    |
| B             | 35,5° S | 17,1° Ø | 41 km    |
| C             | 35,6° S | 18,8° Ø | 35 km    |
| D             | 34,3° S | 10,9° Ø | 28 km    |
| E             | 37,2° S | 12,8° Ø | 19 km    |
| F             | 35,8° S | 10,3° Ø | 9 km     |
| G             | 33,2° S | 11,4° Ø | 37 km    |
| H             | 32,4° S | 12,2° Ø | 28 km    |
| J             | 35,1° S | 18,1° Ø | 12 km    |
| K             | 37,4° S | 11,0° Ø | 10 km    |
| L             | 34,8° S | 11,8° Ø | 6 km     |
| M             | 34,3° S | 12,5° Ø | 5 km     |
| O             | 32,5° S | 12,9° Ø | 6 km     |
| P             | 31,8° S | 12,8° Ø | 4 km     |
| Q             | 35,8° S | 14,8° Ø | 9 km     |
| R             | 37,1° S | 15,3° Ø | 5 km     |
| S             | 35,2° S | 15,1° Ø | 6 km     |
| T             | 34,9° S | 16,4° Ø | 8 km     |
| U             | 34,5° S | 16,8° Ø | 8 km     |
| W             | 36,9° S | 13,3° Ø | 15 km    |
| X             | 34,7° S | 15,8° Ø | 15 km    |
| Y             | 37,4° S | 13,5° Ø | 28 km    |
| Z             | 35,1° S | 9,6° Ø  | 10 km    |

## Måneatlas
- Frisius%7C0 Billeder af Gemma Frisiuskrateret i LPI-måneatlasset
- USGS-kort